# Ridderorden in Estland
Tijdens de twee perioden van onafhankelijkheid , van 1918 - 1940 en sinds 1990 heeft Estland ridderorden ingesteld. In 1990 greep men terug op de orden van voor de Russische annexatie.
- De Orde van het Vrijheidskruis
- De Orde van het Rijkswapen
- De Orde van de Witte Ster
- De Orde van het Adelaarskruis
- De Orde van het Estse Rode Kruis
- De Orde van het Kruis van Terra Mariana
- Het Kruis van het Verdedigingsverbond
- De Orde van Bisschop Platon

De onderscheidingen worden, uitzonderingen daargelaten, op 24 februari, Estlands Onafhankelijkheidsdag, door de president uitgereikt. Na de dood van een gedecoreerde behoeven zij niet te worden teruggegeven aan de regering van Estland. De Orde van het Estse Rode Kruis wordt verleend door het Estse Rode Kruis, de Orde van Bisschop Platon door de Estische Apostolisch-Orthodoxe Kerk.
De SSR Estland, een deel van de nu ontbonden Sovjet-Unie kende geen eigen onderscheidingen. Men maakte gebruik van de orden van de Sovjet-Unie.
Orde van de Witte Ster ·
Orde van het Vrijheidskruis ·
Kruis van het Verdedigingsverbond ·
Orde van Bisschop Platon ·
Orde van het Adelaarskruis ·
Ministerieel Gouden Kruis ·
Orde van het Kruis van Terra Mariana · 
Orde van het Adelaarskruis ·
Orde van het Rijkswapen ·
Orde van het Estse Rode Kruis ·
Zie ook: Ridderorden in Estland